# 나우 유 씨 미 3
"나우 유 씨 미 3"(영어: Now You See Me: Now You Don't)는 2025년 개봉 예정인 미국의 하이스트 스릴러 영화이다. 루빈 플라이셔가 감독을 맡았으며, 영화 《나우 유 씨 미》 시리즈의 세번째 작품이다.